# Lucia Pizzolotto
Lucia Pizzolotto (Morgano, 12 luglio 1960) è un'ex ciclista su strada e ciclocrossista italiana, campionessa nazionale in linea su strada nel 1991 e nel 1998.

## Carriera
Nel 1976 è terza ai campionati italiani Juniores su strada a Potenza; nello stesso anno ottiene la prima vittoria su strada a San Sisto di Villorba. Nel 1982 si aggiudica il Trofeo Alfredo Binda a Cittiglio e riceve la prima convocazione in Nazionale. Nel 1983, 1985 e 1986 è campionessa veneta su strada.
Nel 1991 a Pontremoli si aggiudica il titolo nazionale femminile su strada; nello stesso anno si classifica seconda al Giro di Sicilia e terza al Gran Premio della Liberazione a Crema. Nel biennio seguente si aggiudica due tappe al Giro di Sicilia, una nel 1992 e una nel 1993 (anno in cui conclude al quinto posto la corsa). Sempre nel 1993 è terza al Trofeo Binda, quarta al Trofeo Città di Schio e dodicesima al Giro d'Italia. Nel 1994, dopo il secondo posto al Trofeo Binda alle spalle di Fabiana Luperini, è terza ai campionati nazionali su strada a Montecatini Terme.
Dal 1996 al 1999 è sempre sul podio ai campionati italiani di ciclocross: terza nel 1996 e 1997, a Monte Prat e Fiuggi rispettivamente, e seconda nel 1998 e 1999, a Parabiago e Sirone rispettivamente. La stagione 1998 la vede anche imporsi per la seconda volta, a distanza di sette anni, ai campionati italiani in linea, a Lari, e piazzarsi terza in quelli a cronometro, svolti nella vicina Perignano; anche nel 1999 è su un podio tricolore, terza nella prova in linea su strada svolta a Monzambano, come anche nel 2000, terza a cronometro. Nel 1999 conclude anche terza al Giro della Toscana e al Giro del Friuli.
Dopo la fine della carriera professionistica, nel 2000, ha ripreso l'attività ciclistica dedicandosi al ciclocross Master e raggiungendo più volte il podio ai campionati mondiali di specialità (seconda nel 2010, terza nel 2011, seconda nel 2015 e nel 2016); nel 2019 è stata quindi campionessa europea di specialità della categoria Master +60 nella rassegna svoltasi a Silvelle di Trebaseleghe.

## Palmarès
- 1982

Trofeo Alfredo Binda
- 1991

Campionati italiani, Prova in linea
- 1992

6ª tappa Giro di Sicilia
- 1993

5ª tappa Giro di Sicilia
- 1998

Campionati italiani, Prova in linea

## Piazzamenti
- Giro Donne

1993: 12ª
1994: 17ª
1995: 20ª
1996: 47ª
1998: 24ª
1999: 20ª
2000: ritirata